# Cantón de Baraqueville-Sauveterre
El cantón de Baraqueville-Sauveterre era una división administrativa francesa, que estaba situada en el departamento de Aveyron y la región de Mediodía-Pirineos.

## Composición
El cantón estaba formado por diez comunas:
- Baraqueville
- Boussac
- Camboulazet
- Castanet
- Colombiès
- Gramond
- Manhac
- Moyrazès
- Pradinas
- Sauveterre-de-Rouergue

## Supresión del cantón de Baraqueville-Sauveterre
En aplicación del Decreto n.º 2014-205 de 21 de febrero de 2014, el cantón de Baraqueville-Sauveterre fue suprimido el 22 de marzo de 2015 y sus 10 comunas pasaron a formar parte del nuevo cantón de Ceor-Ségala.